# Operatie Live
Operatie Live is een Nederlands televisieprogramma van de Omroep MAX dat wordt uitgezonden door NPO 1. Het is een jaarlijks terugkerende live-uitzending waarin er iedere keer weer een uitzonderlijke operatie centraal staat.
Sinds 2010 zijn jaarlijks bijzondere operaties live uitgezonden. Alleen de borstbesparende operatie (Mamma Intra Operatieve Radiotherapie) in het Catharina Ziekenhuis werd in 2015 geannuleerd, omdat de ideale omstandigheden voor de ingewikkelde operatie op dat moment niet aanwezig waren. Uiteindelijk lukte het in 2017 alsnog om live een borstbesparende operatie vast te leggen. Dit keer stond de speciale DIEP (Deep Inferior Epigastric Perforator) flap-operatie centraal.
| Jaar | Operatie               | Ziekenhuis                        |
| ---- | ---------------------- | --------------------------------- |
| 2010 | Open hartoperatie      | St. Antonius Ziekenhuis (Utrecht) |
| 2011 | Hersenoperatie         | St. Elisabeth Ziekenhuis Tilburg  |
| 2012 | Niertransplantatie     | Academisch Medisch Centrum        |
| 2013 | Keizersnede            | Vlietland Ziekenhuis              |
| 2014 | Diepe hersenstimulatie | HagaZiekenhuis                    |
| 2017 | Borstreconstructie     | St. Antonius Ziekenhuis (Utrecht) |